# Oliver Reed

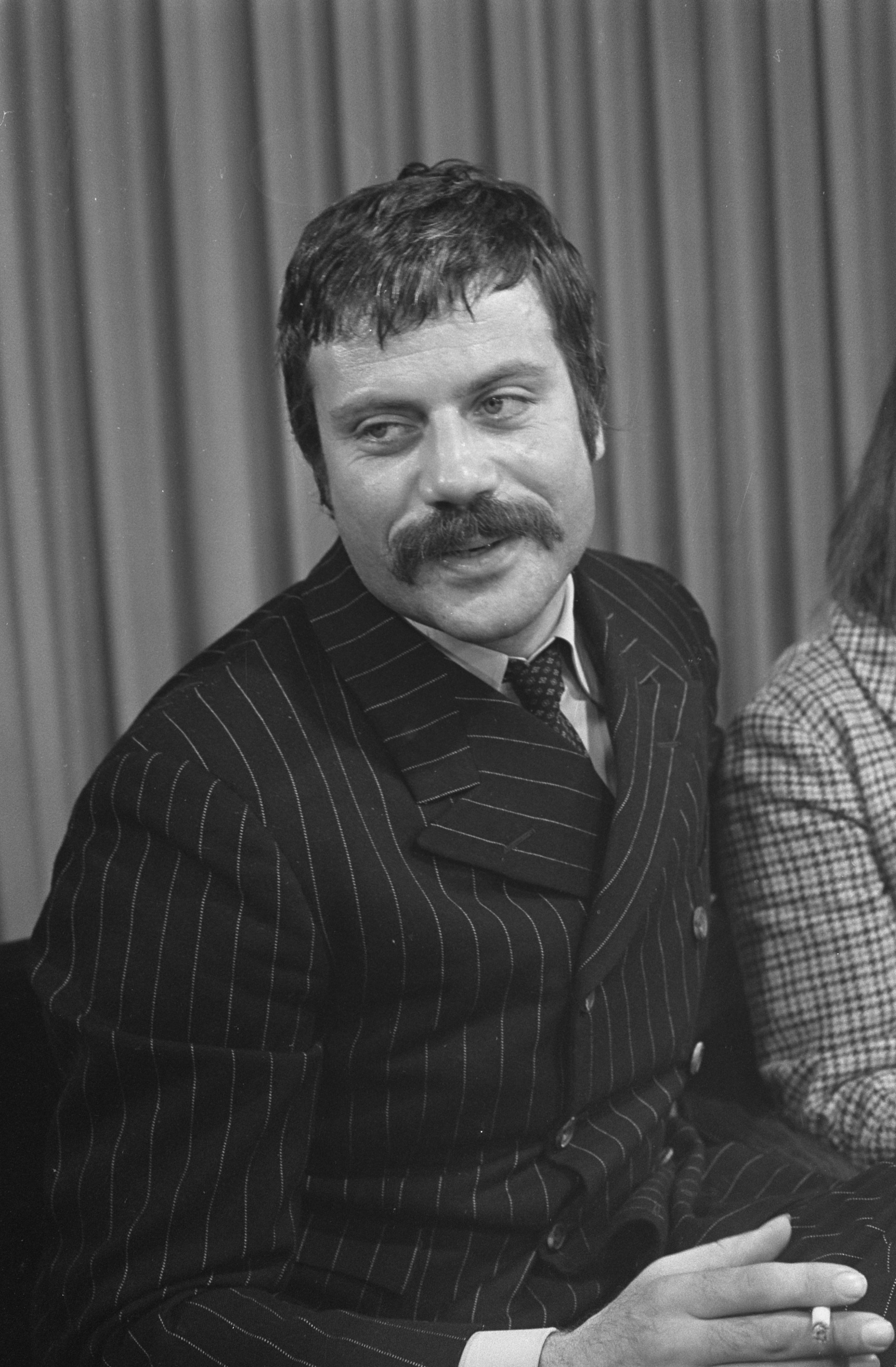
Oliver Reed, 1968

Robert Oliver Reed (* 13. Februar 1938 in Wimbledon, London; † 2. Mai 1999 in Valletta, Malta) war ein britischer Schauspieler, der insbesondere von Mitte der 1960er- bis Ende der 1970er-Jahre als Star des britischen Kinos galt.

## Leben und Werk
Oliver Reed entstammte einer berühmten Familie: Sein Großvater war der renommierte Theaterschauspieler Sir Herbert Beerbohm Tree; sein Onkel der bekannte Filmregisseur Sir Carol Reed (Der dritte Mann). Reed betonte allerdings stets, dass ihm sein Onkel bei seiner Schauspielkarriere in keiner Weise behilflich gewesen sei. Tatsächlich hat Oliver Reed erst 1968, als er bereits als Star etabliert war, in einem Film seines Onkels mitgespielt (Oliver).
Ab den späten 1950er Jahren übernahm Reed kleinere Film- und TV-Rollen. Er hatte davor weder Schauspielunterricht genommen noch als Theaterschauspieler Erfahrung gesammelt. Erstes Aufsehen erregte der Schauspieler in dem Hammer-Film Der Fluch von Siniestro von 1961, in dem er als Werwolf in Erscheinung trat. Auch in den Folgejahren war Reed mehrmals in Horrorfilmen zu sehen (Die Bande des Captain Clegg, 1962, Haus des Grauens, Sie sind verdammt, beide 1963, Die verschlossene Tür, 1967).
Reed stieg schnell zu einem internationalen Star auf und übernahm profilierte Rollen in Filmen aller Genres. Er war in Abenteuerfilmen wie Die Piraten am Todesfluß (1962), Die scharlachrote Klinge (1963), Die Letzten von Fort Kandahar (1965) oder Wie ein Schrei im Wind (1966) zu sehen, aber auch in Dramen wie The System (1964) und Was kommt danach…? (1967) oder in Komödien wie Minirock und Kronjuwelen (1967). Seinen ersten großen Erfolg feierte Reed 1968 unter der Regie seines Onkels Carol Reed mit dem Erfolgsmusical Oliver!, das 1969 mit fünf Oscars, darunter dem für den besten Film des Jahres, ausgezeichnet wurde (Reed selbst war nie für einen Oscar nominiert). Zu dieser Zeit war Reed auch für die Rolle des James Bond im Gespräch, doch die Produzenten waren der Ansicht, dass der Schauspieler wegen seines Lebenswandels (dazu siehe unten) für die Rolle nicht geeignet sei.
1969 erregte Reed Aufsehen, als er in dem romantischen Drama Liebende Frauen unter der Regie von Ken Russell zusammen mit Alan Bates eine minutenlange Catch-Szene komplett nackt spielte. Zu dieser Zeit zählte Reed zu den bestbezahlten Stars des britischen Kinos. Er trat in dem Actionabenteuer Mörder GmbH (1969), in der Kriegskomödie Hannibal Brooks (1969) und neben Gene Hackman in dem Western Leise weht der Wind des Todes (1971) in Erscheinung. Besonderes Aufsehen erregte Oliver Reed 1971 in Ken Russells Die Teufel, einem Filmdrama, das im Paris des 17. Jahrhunderts angesiedelt war. Neben Vanessa Redgrave ist Reed darin als Priester zu sehen, der von einer liebestollen Äbtissin begehrt wird und schließlich auf dem Scheiterhaufen endet. Durch seine expliziten Sex- und Folterszenen avancierte Die Teufel zum Skandalfilm.
1972 trat Reed in dem pessimistischen Science-Fiction-Thriller Z.P.G. und in dem Actionthriller Blutroter Morgen in Erscheinung. 1973/74 war er neben einer internationalen Starbesetzung in Die drei Musketiere/Die vier Musketiere – Die Rache der Mylady in der Rolle des trinkfesten Musketiers Athos zu sehen (bei den Dreharbeiten zog er sich eine lebensgefährliche Stichwunde am Hals zu). Mitte der 1970er Jahre arbeitete er erneut für Regisseur Ken Russell in kleineren Rollen der Filme Mahler (1974) und Lisztomania (1975). Außerdem stand er für Russell in der Verfilmung der Rock-Oper Tommy (1975) vor der Kamera, wo er nach Oliver erneut seine Gesangstalente beweisen konnte. 1976 war Reed in dem Horrorfilm Landhaus der toten Seelen zu sehen.
Nachdem Reed bis dahin regelmäßig in internationalen Kinohits aufgetreten war, kam seine Karriere in den späten 1970er Jahren ins Stocken. Es fanden sich nur noch selten profilierte Rollen für den bekannten Charakterdarsteller. 1978 trat er in Tote schlafen besser in einer kleinen Rolle neben dem von ihm verehrten Robert Mitchum auf, 1981 neben Anthony Quinn in dem Abenteuerepos Omar Mukhtar – Löwe der Wüste. Ab den 1980er Jahren war der Schauspieler häufig in Nebenrollen zu sehen (Zwei vom gleichen Schlag, 1983, Die Abenteuer des Baron Münchhausen, 1988) oder trat verstärkt in TV-Filmen auf, darunter auch in dem deutschen Fernsehfilm Die Tunnelgangster von Berlin (1996). An seine früheren Erfolge konnte Reed nicht mehr anknüpfen.
Am 2. Mai 1999 starb Oliver Reed im Alter von 61 Jahren in Valletta auf Malta während der Dreharbeiten zu dem Film Gladiator an einem Herzinfarkt. Er war zuvor plötzlich beim Trinken in einer Bar kollabiert und starb auf dem Weg ins Krankenhaus. Für verbleibende Szenen, für die er selbst nicht mehr zur Verfügung stand, wurde mit Hilfe von Computeranimation sein Bild aus bereits vorhandenem Filmmaterial nachträglich eingefügt.

## Privates
Oliver Reed war berüchtigt für Alkoholexzesse und einen ausschweifenden Lebenswandel. Er musste beispielsweise die Fernseh-Talkshow After Dark verlassen, nachdem er betrunken im Studio erschienen war und die Feministin Kate Millett geküsst hatte. Viele Anekdoten berichten von Reeds Trinkfestigkeit. Es ärgerte ihn allerdings, wenn er in Talkshows nicht zu seinem neuesten Film, sondern zu seinem Alkoholkonsum befragt wurde. 
Reed war als konservativer Patriot bekannt und behängte sein Haus während des Falklandkrieges mit einer riesigen Union-Jack-Flagge. Von Feministinnen wurde er für seine traditionellen Ansichten und sein Verhalten Frauen gegenüber stark kritisiert. So sorgten Äußerungen über Frauen in der amerikanischen Tonight Show im Jahr 1975 dafür, dass die ebenfalls eingeladene Shelley Winters ihn nach einer lautstarken Auseinandersetzung mit einem Glas Wasser übergoss. 1979 veröffentlichte er seine Autobiografie Reed All About Me.
Reed war zweimal verheiratet; von 1959 bis zur Scheidung 1969 mit Kate Burn, mit der er einen Sohn, Mark Reed, hatte, und von 1985 bis zu seinem Tod mit Josephine Burge. Ab 1969 lebte er mit der Tänzerin Jackie Daryl zusammen, die er bei den Dreharbeiten zum Musicalfilm Oliver kennengelernt hatte. Sie hatten eine gemeinsame Tochter, Sarah Reed.

## Filmografie (Auswahl)
- 1960: Schlag 12 in London (The Two Faces of Dr. Jekyll)
- 1960: Das Schwert des Robin Hood (Sword of Sherwood Forest)
- 1961: Der Fluch von Siniestro (The Curse of the Werewolf)
- 1961: Piraten am Todesfluß (The Pirates of Blood River)
- 1962: Die Bande des Captain Clegg (Night Creatures)
- 1962: Sie sind verdammt (The Damned)
- 1963: Haus des Grauens (Paranoiac)
- 1963: Die scharlachrote Klinge (The Scarlet Blade)
- 1964: Die Letzten von Fort Kandahar (The Brigand of Kandahar)
- 1964: System (The System) – Regie: Michael Winner
- 1966: Wie ein Schrei im Wind (The Trap)
- 1967: Die verschlossene Tür (The Shuttered Room)
- 1967: Minirock und Kronjuwelen (The Jokers)
- 1967: Was kommt danach…? (I’ll Never Forget What’s ’Isname) – Regie: Michael Winner
- 1968: Oliver (Oliver!)
- 1969: Hannibal Brooks
- 1969: Mörder GmbH (The Assassination Bureau)
- 1969: Liebende Frauen (Women in Love)
- 1969: Die Dame im Auto mit Brille und Gewehr (La Dame dans l’auto avec des lunettes et un fusil)
- 1971: Die Teufel (The Devils)
- 1971: Leise weht der Wind des Todes (The Hunting Party)
- 1971: Blutroter Morgen (Sitting Target) – Regie: Douglas Hickox
- 1971: Geburten verboten (Z.P.G. – Zero population growth)
- 1973: Russischer Sommer (Uomi) – Regie: Antonio Calenda
- 1973: Die perfekte Erpressung (Revolver) – Regie: Sergio Sollima
- 1973: Schmutziges Wochenende (Mordi e fuggi) – Regie: Dino Risi
- 1973: Die drei Musketiere (The Three Musketeers)
- 1973: Der Lord, der ein Diener sein wollte (Blue Blood) – Regie: Andrew Sinclair
- 1973: Desertiert – Der Kampf ums Überleben (The Triple Echoe) – Regie: Michael Apted
- 1974: Ein Unbekannter rechnet ab (And Then There Were None)
- 1974: Die vier Musketiere – Die Rache der Mylady (The Four Musketeers)
- 1975: Royal Flash – Regie: Richard Lester
- 1975: Von allen Hunden gehetzt (The Sellout) – Regie: Peter Collinson
- 1975: Tommy
- 1976: Landhaus der toten Seelen (Burnt Offerings)
- 1976: Der Supermann des Wilden Westens (The Great Scout & Cathouse Thursday) – Regie: Don Taylor
- 1977: Der Prinz und der Bettler (The Prince and the Pauper) – Regie: Richard Fleischer
- 1978: Die Klasse von Miss MacMichael (The Class of Miss MacMichael) – Regie: Silvio Narizzano
- 1978: Tote schlafen besser (The Big Sleep) – Regie: Michael Winner
- 1978: Morgen gibt es kein Erwachen (Tomorrow Never Comes) – Regie: Peter Collinson
- 1979: Die Brut (The Brood)
- 1980: Omar Mukhtar – Löwe der Wüste (Omar Mukhtar – Lion of the Desert)
- 1981: Condorman
- 1980: Dr. Heckyl und Mr. Hype (Dr. Heckyl and Mr. Hype) – Regie: Charles B. Griffith
- 1981: Die schwarze Mamba (Venom) – Regie: Piers Haggard
- 1983: Avanaida – Todesbiss der Satansviper (Spasms)
- 1983: Zwei ausgekochte Gauner (The Sting II)
- 1983: Fanny Hill
- 1983: Al-Mas’ala Al-Kubra – Regie: Mohamed Shukri Jameel
- 1983: Zwei vom gleichen Schlag (Two of a Kind)
- 1985: Black Arrow – Krieg der Rosen (Black Arrow)
- 1985: Christopher Columbus
- 1986: Guerilla Force (Rage to Kill) – Regie: David Winters
- 1986: Die Galgenvögel (Wheels of Terror) – Regie: Gordon Hessler
- 1986: Castaway – Die Insel (Castaway)
- 1987: Gor
- 1987: Dragonard – Die Sklavenpeitsche (Dragonard) – Regie: Gérard Kikoïne
- 1987: 24 Stunden bis zur Hölle (Coast of Skeletons) – Regie: John „Bud“ Cardos
- 1987: Der Herr von Dragonard Hill (Master of Dragonard Hill) – Regie: Gérard Kikoïne
- 1988: Die Abenteuer des Baron Münchhausen (The Adventures of Baron Münchhausen)
- 1988: Fire on Fire – Regie: Cedric Sundstrom
- 1988: Fesseln der Gewalt (Hold My Hand, I’m Dying) – Regie: Terence Ryan
- 1988: The House of Usher (The Fall of the House of Usher) – Regie: Alan Birkinshaw, Gérard Kikoïne
- 1988: Silver Blade (The Lady and the Highwayman) – Regie: John Hough
- 1989: Hired to Kill – Regie: Nico Mastorakis
- 1989: Die Rückkehr der Musketiere (The Return of the Musketeers)
- 1990: Captive – Regie: Paul Mayersberg
- 1990: Panama Sugar – Regie: Marcello Avallone
- 1990: The Avenger – Der Rächer (The Avenger) – Regie: Cedric Sundstrom
- 1990: Die Schatzinsel (Treasure Island) – Regie: Fraser Clarke Heston
- 1990: Meister des Grauens (The Pit and the Pendulum)
- 1991: Der Gefangene der Teufelsinsel (Prisoners of Honor) – Regie: Ken Russell
- 1991: The Thing (Severed Ties) – Regie: Damon Santostefano
- 1993: Wildes Land (Return to Lonesome Dove)
- 1995: Funny Bones – Tödliche Scherze (Funny Bones)
- 1996: Die Tunnelgangster von Berlin
- 1996: The Bruce – Regie: Bob Carruthers, David McWhinnie
- 1998: Die Bibel – Jeremia (Jeremiah)
- 1999: Parting Shots – Regie: Michael Winner
- 2000: Gladiator